# رافاييل لوبيز غوميز
رافاييل لوبيز غوميز (بالإسبانية: Rafael López Gómez)‏ (مواليد 9 أبريل 1985 في بينافيل - إسبانيا) لاعب كرة قدم إسباني يلعب حاليا لصالح نادي الدرجة الأولى خيتافي الإسباني منذ 2003 في مركز قلب الدفاع كما يجيد اللعب في مركز الوسط المدافع .

## روابط خارجية
- رافاييل لوبيز غوميز على موقع قاعدة بيانات كرة القدم.إي يو (الإنجليزية)
- رافاييل لوبيز غوميز على موقع Soccerway.com (الإنجليزية)
- رافاييل لوبيز غوميز على موقع عالم كرة القدم.نت (الإنجليزية)
- رافاييل لوبيز غوميز على موقع AS.com (الإسبانية)